# Haliclona pigmentifera
Haliclona pigmentifera är en svampdjursart som först beskrevs av Arthur Dendy 1905.  Haliclona pigmentifera ingår i släktet Haliclona och familjen Chalinidae.
Artens utbredningsområde är Sri Lanka. Inga underarter finns listade i Catalogue of Life.